# Кзил-Чишма
Кзил-Чишма́ (рос. Кзыл-Чишма, чув. Ксыл-Чишма) — присілок у складі Батиревського району Чувашії, Росія. Адміністративний центр Кзил-Чишминського сільського поселення.
Населення — 557 осіб (2010; 678 у 2002).
Національний склад:
- татари — 100 %